# Коморан
Коморан (индон. Pulau Komoran) — небольшой остров, расположенный к юго-востоку от острова Йос-Сударсо и к юго-западу от Новой Гвинеи. В административном отношении относится к индонезийской провинции Папуа.
От Новой Гвиней также как и от Йос-Сударсо остров отделён узким проливом шириной около 1,7 км. На юге омывается водами Арафурского моря. Расстояние до Австралии составляет около 475 км. Имеет довольно плоский рельеф, самая высокая точка — всего около 10 м над уровнем моря. Покрыт тропической растительностью. Остров пересекают многочисленные ручьи. Площадь острова составляет 695,3 км²; длина береговой линии — 115,8 км.
Население Коморана составляет 220 человек; все они проживают в единственной деревне Момбум на востоке южного побережья острова.